# Palácio do Grilo
O Palácio do Grilo, classificado como MIP (Monumento de Interesse Público) desde 2011 e também conhecido como Palácio dos Duque de Lafões, situa-se no gaveto da Rua do Grilo com a Calçada dos Duques de Lafões, elevando-se na freguesia do Beato (Lisboa) em plena cidade de Lisboa.
A estrutura constitui um complexo arquitectónico setecentista de estilo predominantemente Neoclássico pontuado por inspirações e motivos barrocos. A construção do edifício está intimamente ligada a algumas contingências históricas que observaram extenso processo de edificação do Palácio.

## História

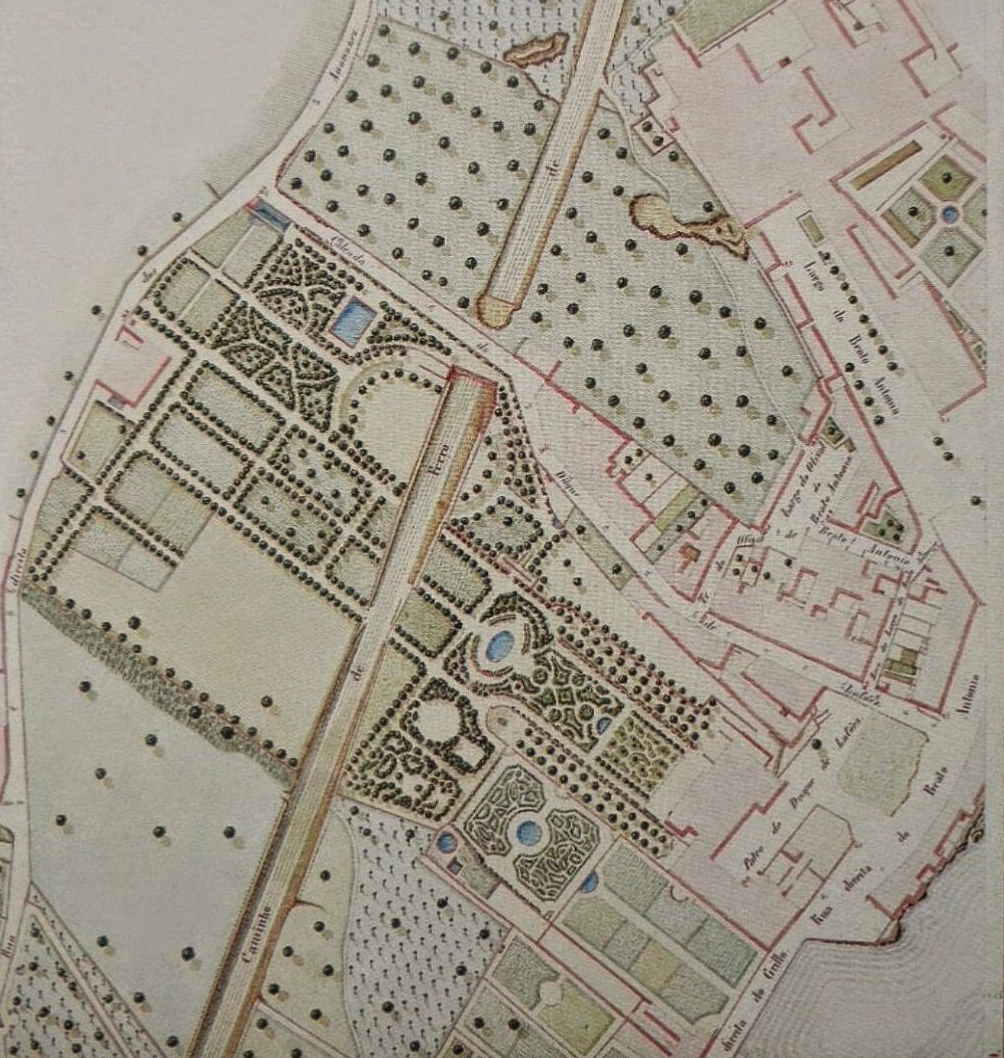
Atlas do mapa topográfico de Lisboa, Filipe Folque 1856-1858

O Palácio do Grilo ergue-se sobre uma construção palaciana preexistente localizada na quinta do Grilo e que pertenceu em tempos a D. António de Mascarenhas. A data exata da preexistente estrutura palaciana é desconhecida. Esta quinta tratava-se de uma propriedade vastíssima que subia a encosta em declive acentuado, hoje conhecida como Calçada dos Duques de Lafões.
No seguimento do colossal terramoto que abalou Lisboa a 1 de Novembro de 1755 atribui-se a D. Pedro Henrique de Bragança ter recusado iluminar a sua residência por ocasião do casamento entre o Infante D. Pedro III de Portugal e a filha primogénita do rei, Maria I de Portugal, princesa do Brasil. Este episódio, por sua vez, teve a sua génese no facto de D. Pedro Henrique de Bragança ser um dos únicos dois candidatos à mão da princesa, e, logo, pretendente também à coroa portuguesa enquanto rei consorte. Note-se que este acontecimento teve lugar alguns anos depois de D. Pedro Henrique de Bragança se ter visto envolvido num desentendimento com o seu tio, o rei D. João V de Portugal, e que se deveu ao relacionamento amoroso de D. Pedro Henrique de Bragança com Luísa Clara de Portugal.
Foi o 1º Duque de Lafões quem dirigiu a construção do Palácio do Grilo após o gigantesco terramoto de Lisboa a 1 de Novembro de 1755. Esta oportunidade foi dada primeiramente a Pedro Henrique de Bragança, porém devido à sua morte prematura em 1761, foi delegada ao irmão mais novo do Duque: D. João Carlos de Bragança, 2º Duque de Lafões.
Pertenceu aos duques de Lafões de 1759 até 2018.

## Arquitetura

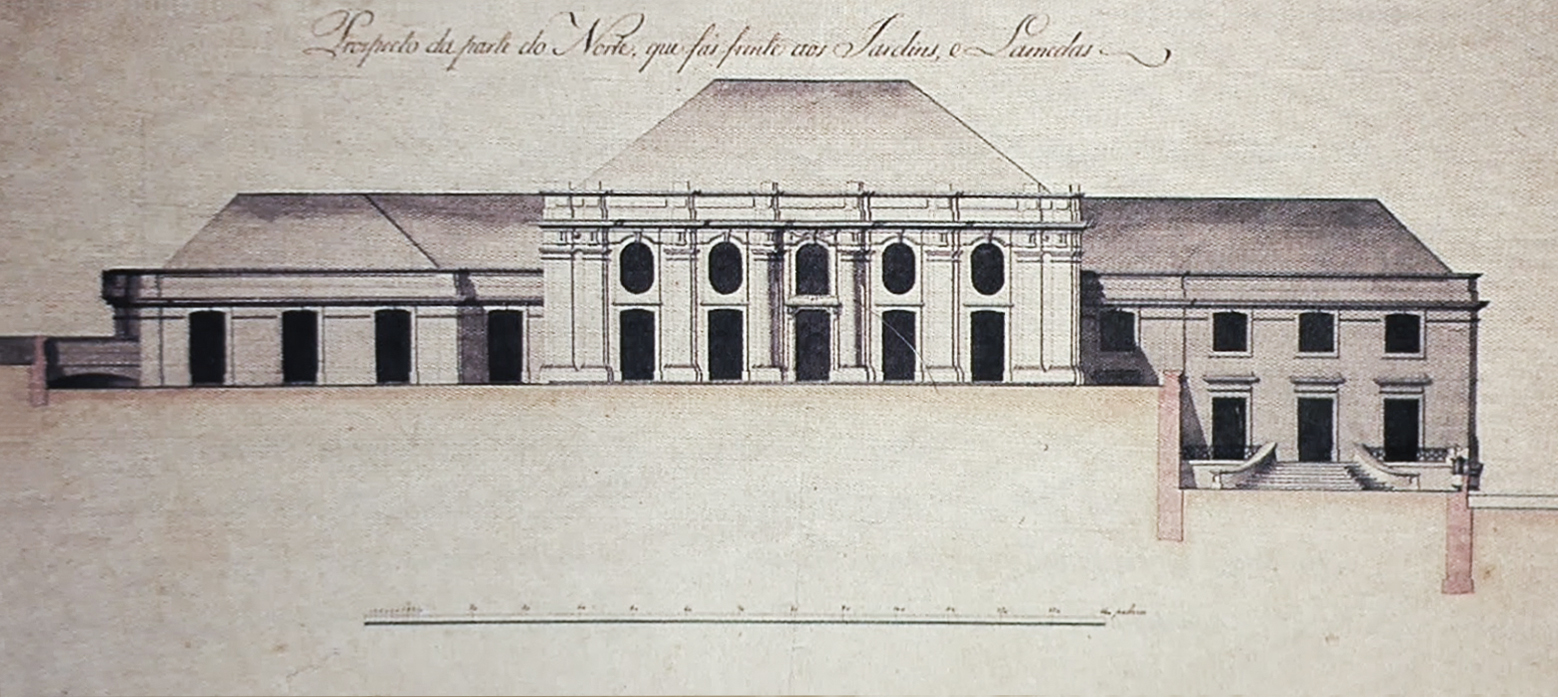
Plano do projeto de Eugénio dos Santos - Palácio do Grilo

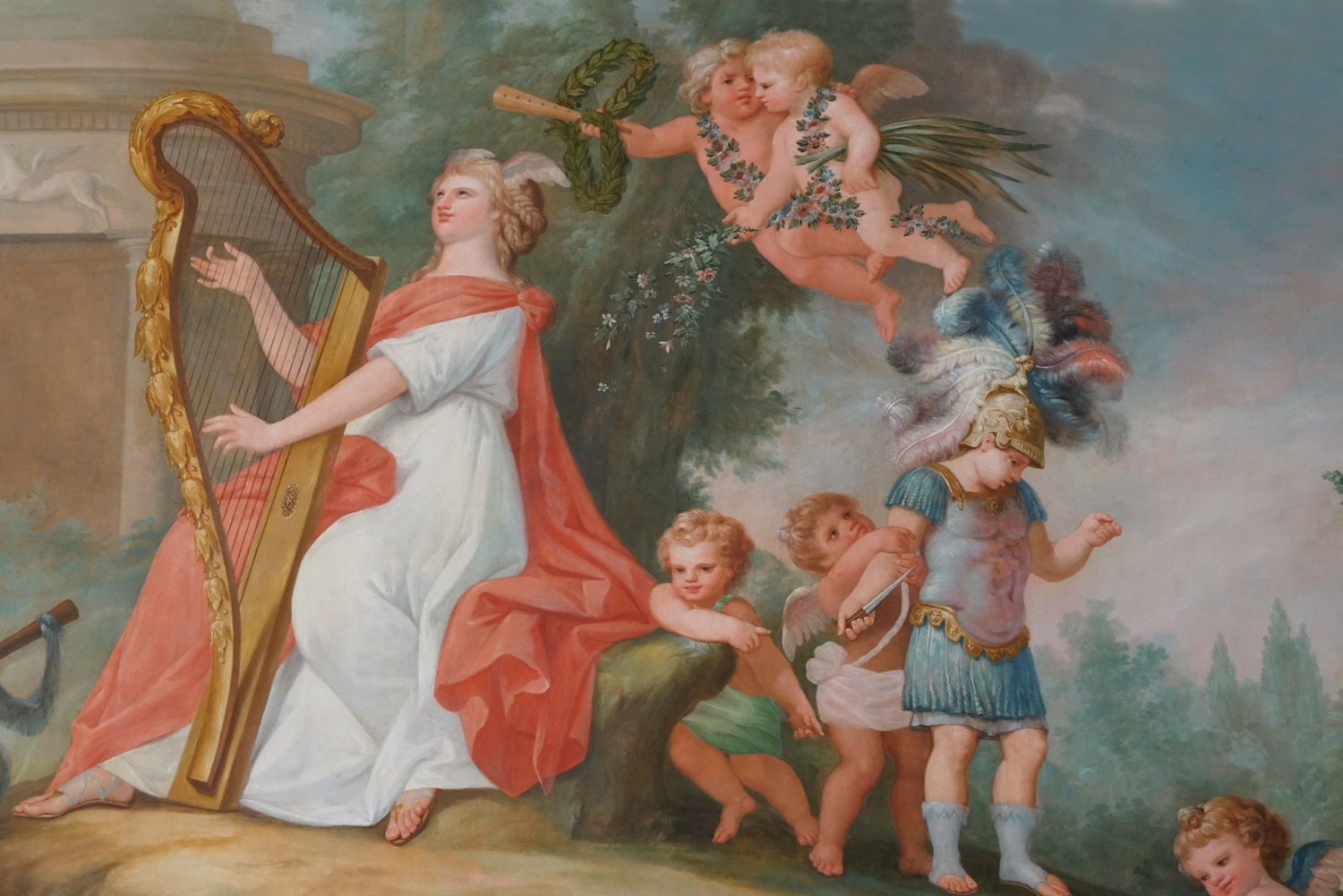
Pintura de murais na Sala da Academia por Cyrillo Volkmar Machado

As estruturas da construção que integram o atual complexo arquitetónico do Palácio do Grilo são constituídas pelo somatório das intervenções efetuadas ao longo dos anos. A arquitetura é atribuída a Eugénio dos Santos.
O interior é sinónimo de programas decorativos sobre erudição e diversidade cultura, existem conjuntos de pinturas murais de autoria de Cyrillo Volkmar Machado e telas dos séculos XVIII e XIX que integram lounges temáticos no palácio, como por exemplo o hall da Academia, o hall da Sala de Vénus ou o hall da Sala Chinesa.
Tratava-se pois de uma estrutura em L, tendo o seu corpo maior disposto no sentido norte-sul, vertical ao rio Tejo, enquanto o seu corpo menor se  encontrava por sua vez virado para o rio, assim como para a via pública. No interior deste L resguardava-se um pátio,  fechado por outras construções mais modestas. Este pátio encontrava-se ao nível superior da rua e era acessível através de uma rampa que passava por baixo do corpo mais curto do L.
A parte principal deste palácio, corpo  maior do L é,  ainda hoje, sensível no conjunto existente formado na ala virada a poente. Da estrutura anterior manteve-se na planta o grande corpo anterior incluindo a divisão interna ao nível do andar nobre. O corpo sobre a rua era duplicado formando uma fachada de 11 aberturas divididas em 2 pisos: o térreo e o nobre. Manteve-se igualmente o pátio ao nível superior com dimensões bastante semelhantes, corrigindo apenas para manter as simetrias.
No piso térreo da fachada era proposto um átrio nobre, do qual nascia uma escadaria simplificada que por sua vez viria a conduzir a um grande salão aberto sobre esse mesmo pátio. A nascente era proposto outro corpo simetricamente disposto ao já existente. Aproveitando com mestria o declive, por ele se podia entrar directamente para o pátio através de uma rampa que hoje conhecemos pelo nome de Calçada do Duque de Lafões.
A norte do pátio central erguia-se um novo corpo. Para trás, os jardins dispostos em cascata pela encosta. Ao mesmo nível e ligado ao supramencionado salão, dispunha-se uma outra divisão de vasta amplitude, cuja marcação na planta parece sugerir destinar-se a uma biblioteca.
Ao contrário da tradição dos palácios lisboetas, o projecto do Grilo compõe-se de uma complexidade erudita, característico de quem estava habituado a manusear a arquitectura como um teorizável exercício de estilo e a quem as grandes construções palacianas se iam estendendo pela Europa.

## Situação atual
É na passagem para o século XIX que se abandona a ideia de completar o palácio. Este corpo térreo, construído no início do século XX e objecto de diversas alterações, integra estruturas de abobadilhas apoiadas sobre a estrutura metálica e obedece a uma métrica regular cuja estrutura principal é constituída por paredes estruturais de alvenaria e pilares de ferro fundido suportando vigas metálicas. Em 2011, foi auferido ao  Palácio o estatuto de Monumento de Interesse Público (MIP).
Em 2018 foi comprado pelo francês Julien Labrouse que o transformou num teatro performativo, com restaurante e bar que abrirá em 20 de Junho de 2022.
Em 2022, o Palais foi reestruturado pelo arquiteto Julien Labrousse, e em 2023 o projeto foi laureado com o Prêmio Versailles - o Prêmio Mundial da UNESCO para Arquitetura e Design.

## Edifícios
O acesso ao interior faz-se pela escadaria de dezoito lanços em pedra e revestida por lambris de azulejos, do final do século XVII, em azul e branco representando cenas galantes e mitológicas (Diana e Acteon); no patamar superior, três portas, com panos de armar em veludo carmim com brasões, encimadas com painéis de azulejos, em azul e branco, do século XIX, recortados com os brasões heráldicos das Casas de Lafões, Cadaval e Marialva;
- Sala de Jantar: e nela, o chão de tijoleira, primitivo; um rodapé de azulejos setecentistas; o tecto e as paredes lisas ( após os restauros); retratos de personalidades de família e um de Isabel Farnésio;
- Sala de Estar: restaurada em meados do século XX, com pilastras caneladas de ordem dórica, embebidas nas paredes; os vãos das paredes forradas de seda; um grande vaso de mármore italiano num nicho ao topo; retratos de D. Pedro II de Portugal e D. João V de Portugal.
- Átrio: abrindo do fundo do pátio, o tecto, de estuque (restaurado) liso, com ovais lisos; a guarnição superior das paredes, com pinturas de grinaldas suspensas; silhares de azulejos polícromos, D. Maria I de Portugal, no tipo dos da basílica da Estrela; chão de tijoleira;
- Sala dos Óculos: acessível através da porta central, de planta quadrada (originalmente rectangular) com 10 vãos de porta.
- Capela: de planta rectangular com arco triunfal de cantaria, dividindo a meio o espaço; no piso térreo quatro portas (duas na capela-mor, duas na nave);
- Sala do Duque: de planta rectangular com pavimento de madeira e porta decorada com pintura perspectivada; o tecto apresenta pinturas ornamentais de festões, grinaldas e, sobre as portas de comunicação, frontões com putti.
- Sala da Academia: de planta rectangular com oito vãos e pavimento de madeira apresenta paredes e tecto de estuque pintado com decoração policroma.
- Sala Chinesa: planta quadrada com pavimento de madeira apresenta cinco vãos e paredes em estuque com pinturas de estilo neoclássico representando camafeus, figuras femininas em cercaduras, grinaldas de flores e festões com aves e objetos diversos.
- Sala de Vénus: planta rectangular com pavimento de madeira, seis vãos com portadas pintadas com flores, paredes de estuque pintado com delicada pintura ornamental, tecto com grande oval central com pintura rodeada de cercadura representando Vênus (mitologia) emergindo das águas e apoiada em dois tritões.
- Picadeiro: de planta rectangular situa-se a Este da Sala dos Óculos, apresenta na fachada voltada a Norte, porta com verga de cantaria curva.

- Capela
- Sala Chinesa
- Sala da Academia
- Sala de Vénus
- Sala dos Óculos
- Azulejos Picadeiro